# Mona Walter
Mona Walter, född 1973 i Mogadishu i Somalia, är en svensk föreläsare och debattör.
Walter, som flydde till Sverige 1994, föreläser om sitt liv i Somalia, sin uppväxt i ett muslimskt hem, sin omvändelse till kristendom, sin islamkritik och vikten av religionsfrihet i invandrartäta förorter.
Walter har fått ta emot dödshot för att hon vände ryggen mot islam och senare blev kristen. Efter att hon uttalade sig kritiskt mot islam blev det vanligare att människor kände igen henne och hotade henne på gatan, vilket ledde till att hon flyttade och skaffade ny identitet.
I augusti 2015 attackerades Walter och ett reportageteam från Sveriges Televisions nyhetsprogram Aktuellt när de gick igenom Rinkeby.  Ägg kastades mot SVT:s bil. Walter anklagade senare tv-kanalen för att ha censurerat vad som hände under deras tid i stadsdelen.
Walter har uppmärksammats för ett antal debattartiklar där hon kritiserar islam, och har även uppmärksammats internationellt.